# تيسا هوفمان
تيسا هوفمان (بالألمانية: Tessa Hofmann)‏ (و. 1949  م) هي مؤرخة ألمانية، ولدت في باسوم.